# 바바라 펠든

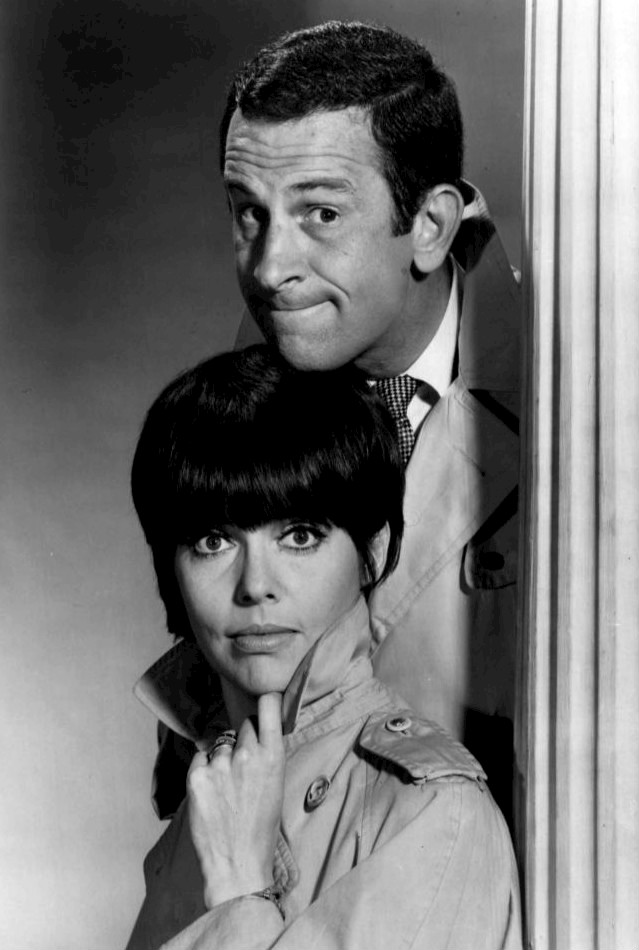

바바라 펠든(Barbara Feldon, 1933년 3월 12일 ~ )는 미국의 모델, 텔레비전 배우, 영화배우이다.

## 방송
- 겟 스마트

## 영화
- 구두를 든 첩보원 (1989년)
- 노 디퍼짓, 노 리턴 (1976년) - 캐롤린 역
- 스마일 (1975년) - 브렌다 디칼로 역
- 겟 스마트 (1965년)